# 塚田眞弘
塚田 眞弘（つかだ まさひろ、1957年 - ）塚田真弘の表記もあり。英文名: Andy Wong、中国名：黄 安迪。東京都台東区生まれ。明治大学商学部卒。社団法人国際・風水協会理事長。社団法人国際・パワーストーン協会理事長。

## 著書
- 『化殺風水』 説話社 2000年 ISBN 4916217101
- 『風水アイテム図鑑』
- 『ザ・パワーストーンBOOK』
- 『ヒスイの秘密』
- 『至福の中華』コスモトゥーワン 2010年 ISBN 4877951784